# Amfilòquios de Side
Amfiloc o Amfilòquios (Amphilochius, Amphilóchios Ἀμφιλόχιος) fou bisbe de Side a Pamfília que va ser present al Concili d'Efes en el que les doctrines de Nestori foren condemnades (421).